# Яблоновский, Станислав Винцентий
Станислав Винцентий Яблоновский (январь 1694 — 25 апреля 1754, Любартов) — государственный деятель Речи Посполитой, крупный польский магнат, воевода равский (1735—1754), князь Священной Римской империи (с 1744 года), староста швецкий, мендзыжецкий (с 1731 года) и белоцерковский (с 1722 года), писатель и поэт. Кавалер орденов Белого Орла и Святого Духа.

## Биография
Представитель польского магнатского рода Яблоновских герба Прус III. Старший сын воеводы русского и волынского Яна Станислава Яблоновского (1669—1731) и Жанны Марии де Бетюн (ум. 1744). Младшие братья — Ян Каетан и Дмитрий Александр Яблоновские.
Его крестил польский король Ян III Собеский. В 1733 году Станислав Вицентий Яблоновский поддержал кандидатуру Станислава Лещинского на польский королевский престол, а в ноябре 1734 года присоединился к Дзиковской конфедерации. В 1735 году получил должность воеводы равского.
16 апреля 1744 года Станислав Винцентий Яблоновский получил от германского императора Карла VII Виттельсбаха титул князя Священной Римской империи. Не играл важной роли в политической жизни Речи Посполитой.

## Семья и дети
Станислав Винцентий Яблоновский был дважды женат. В 1707 году первым браком женился на Иоанне Потоцкой (ум. 1726), дочери старосты грибовецкого и тлумацкого Ежи Потоцкого (ум. 1747) и Констанции Подберезской (ум. 1730). Дети:
- Ян Непомуцен Яблоновский (1722—1732)
- Фелиция Яблоновская, жена подстолия литовского Юзефа Любомирского.

В 1729 году вторично женился на Дороте Брониц (1692—1774). Дети:
- Мария Яблоновская, жена подстолия литовского князя Юзефа Любомирского
- Антоний Барнаба Яблоновский (1732—1799), воевода познанский и каштелян краковский